# Constantin Prezan
Constantin Prezan, romunski general, * 27. januar 1861, Butimanu, Dambovita, † 27. avgust, 1943

## Prva svetovna vojna
Prezan je bil poveljnik Romunske 4. armade na začetku Romunske kampanje leta 1916. Prezan je vodil romunske oborožene sile ko so se umikale na severovzhodni del Romunije (Moldavija), in prav tako v bitki za Bukarešto (november 1916). V juliju in avgustu 1917 je Prezan, ki je postal vrhovni poveljnik generalštaba (skupaj s pomočjo podpolkovnika Iona Antonescueja) uspešno ustavil nemško ofenzivo, ki jo je vodil feldmaršal August von Mackesen. Po vojni, leta 1930 je bil Prezan povišan v maršala Romunije.
Dokumenti najdeni v vojaških arhivi so prinesli nove dokaze o Prezanovi vlogi v ustvarjanju Romunske države. Med kampanjo leta 1916 je bil Prezan nagrajen z redom Mihai Viteazu 3. stopnje, za njegov pogum in predanost. Poleti 1917, ko je poveljeval glavnem štabu, je bil nagrajen prav tako z redom Mihai Viteazu 2. stopnje.
Prezan je vodil Romunske oborožene sile v bitkah za Basarabije, Bukovine in Transilvanije. Kralj Ferdinand ga je zaradi njegovih neverjetnih dosežkov nagradil z redom Mihai Viteazu 1. stopnje.
Glavna ulica v Bukarešti je poimenovana po njem.